# Casa de Pimentel
La casa de Pimentel es un linaje nobiliario español del Antiguo Régimen de origen portugués y establecido en la Corona de Castilla —aunque se dice que su primer origen estuvo en el reino de Asturias— al que pertenecieron los condes y duques de Benavente, grandes de España de primera clase. Sus orígenes más cercanos se remontan a Vasco Martínez Pimentel (muerto en 1283), merino mayor que intervino a favor de Alfonso X en la guerra contra su hijo Sancho (véase Fernán Pérez Ponce de León). Posee dos ramas: la portuguesa y la castellana.

## Escudo de Armas
Escudo cuartelado: 
- Primer y Cuarto cuartel: en campo de oro, tres fajas de gules;
- Segundo y Tercer cuartel: en campo de sinople, cinco veneras de plata, puestas en sotuer;
- Después añadieron una bordura de dieciocho piezas, nueve de gules y nueve de plata. Las de gules, cargadas de un castillo de oro. La de plata, cargadas de un león rampante de gules.

## Títulos de nobleza otorgados originalmente a los Pimentel
- Condado de Benavente, creado a favor de Juan Alonso Pimentel, el 17 de mayo de 1398 por el rey Enrique III;
- Condado de Mayorga, creado a favor de Juan Alonso Pimentel y Enríquez, en 1435 por Juan II;
- Condado-Ducado de Benavente, creado a favor de Rodrigo Alonso Pimentel, IV conde de Benavente, el 28 de enero de 1473 por el rey Enrique IV;
- Marquesado de Távara, creado a favor de Bernardino Pimentel y Enríquez, II señor de Távara el 9 de septiembre de 1541 por el rey Carlos I;
- Ducado de Huéscar creado a favor de María Josefa Pimentel y Girón, en 1563 por el rey Felipe II;
- Condado de Villada creado a favor de Enrique Enríquez Pimentel y Guzmán, el 26 de mayo de 1625 por el rey Felipe IV.

## Rama portuguesa
- Martim Fernandes Pimentel (Martim Fernandes de Novaes, n. c. 1170), señor de Novaes, participó en el cerco de Sevilla (1248); casó con Sancha Martins de Riva de Vizela.

- Sancha Martins Pimentel (n. 1192)
- Pedro Martins Pimentel
- Vasco Martins Pimentel (1220-1282), merino mayor del rey Alfonso III de Portugal, señor de Santo Adrião de Vizela, participó en el cerco de Sevilla (1248), en 1282 pasa a servir a Alfonso X de Castilla, fallecido en la batalla de Córdova; casó con Maria Annes de Fornellos, y en segundas nupcias con Maria Gonçalves de Portocarrero.

- Martim Vasques Pimentel (Martim Vasques de Fornellos, 1240-1318); casó con Constança Martins de Resende.

- Vasco Martins de Resende (1266-1357), señor de Resende y de Sá.
- João Martins Pimentel
- Affonso Martins Pimentel
- Ines Martins Pimentel
- Mayor Martins Pimentel

- Urraca Vasques Pimentel (n. 1243)
- Affonso Vasques Pimentel (1250-1318); casó con Sancha Fernandes.
- Sancha Vasques Pimentel (f. 1318)
- Aldara Vasques Pimentel (f. 1318)
- Affonso Vasques Pimentel (f. 1318)
- Estevão Vasques Pimentel (1240-1318); casó con F. Pires de Elvas

- Vasco Martins Pimentel (n. 1285); casó con Theresa Gil Zote.

- Ruy Vasques Pimentel
- Mecia Vasques Pimentel

- Ruy Vasques Pimentel (1240-1318); casó con Theresa Rodrigues Bugalho.

- João Rodrigues Pimentel (1280-1350), señor de Semelhe, participó en la batalla de Salado (1340), mestre de la Orden de Avís (1342); casó con Estevainha Gonçalves Pereira.

- Gonçalo Annes Pimentel (1315-1372), señor de Torres Novas, de Semelhe y de Monsaraz; casó con Constança Affonso de Aragão.

- Álvaro Gonçalves Pimentel
- Diogo Gonçalves Pimentel
- João Gonçalves Pimentel (n. 1355)

- Gonçalo Annes Pimentel (n. 1380)

- Diogo Gonçalves Pimentel (n.1410), señor de Semelhe; casó con Briolanja Leitão.

- João Rodrigues Pimentel (1460-1525), señor de Semelhe; casó con Joanna da Rocha.

- Pedro da Rocha Pimentel (n. 1505)
- Antonio Pimentel Pereira, señor de Semelhe.
- Nicolau Pimentel
- Francisco Pimentel
- Rodrigo Pimentel
- Inés da Rocha Pimentel
- Paula Pimentel
- Maria Pimentel
- Catharina Pimentel

- Rodrigo Pimentel, señor de Torres Novas
- Vasco Pimentel

- Estevão Gonçalves Pimentel

- Leonor Annes Pimentel
- Maria Annes Pimentel

- Inés Rodrigues Pimentel
- Maria Rodrigues Pimentel

- Martim Vasques Pimentel (f. 1318)
- Fernão Vasques Pimentel (1255-1325); casó con María Rodríguez de Montamarta.

- Isabel Fernandes Pimentel (n. 1300), señora de Cernache.

- Aldonça Vasques Pimentel (f. 1318)
- João Vasques Pimentel

- Rodrigo Alonso Pimentel de Morais, Comendador Mayor de Santiago en Portugal

- Martim Alonso Pimentel (Martín Alonso Pimentel), hijo de Rodrigo Alonso y hermano menor de Juan Alonso, el fundador de la rama castellana.

- Juan Alonso Pimentel Martínez de Melo, hijo primogénito de Martín Alonso

- Gil Alfonso Pimentel, hijo primogénito del Juan Alonso

- Álvaro Gil de Morais, hijo primogénito de Gil Alfonso

- Pedro Alvares de Morais Pimentel (Pedro Álvarez de Morais Pimentel), hijo primogénito de Álvaro Gil

- Isabel de Morais, hija de Gil Alfonso
- Inés de Morais Pimentel, hija de Gil Alfonso
- Fernão Roiz Pimentel de Moraes (Fernando Ruiz Pimentel de Morais), hijo menor de Gil Alfonso

- Rodrigo Alonso Pimentel, I duque de Benavente hijo de Alonso y nieto de Rodrigo Alonso Pimentel Moraes

- Juan Rodríguez Pimentel, señor de Grajal y de Rivera, hijo de este segundo Rodrigo Alonso

## Rama castellana
La rama castellana de la Casa Pimentel enlazó con los demás linajes Grandes (la casa de Enríquez, la casa de Alba -Álvarez de Toledo-, la casa de Zúñiga, la casa de Medina Sidonia -Guzmán-, la casa de Luna, la casa del Infantado -López de Mendoza-, otras ramas de la casa de Mendoza, la casa de Osuna -Téllez-Girón-, la casa de Osorio, etc.) y con las casas reales de Aragón, Portugal y Toscana.
- Juan Alonso Pimentel, noble portugués (señor de Braganza y Vinhais), al que Enrique III de Castilla concedió en 1398 (como compensación por los señoríos portugueses perdidos tras haber apoyado a Castilla en la batalla de Aljubarrota) el Condado de Benavente, origen de esta casa en la Corona de Castilla[4]

- Rodrigo Alonso Pimentel, II conde de Benavente, hijo de Juan Alonso

- Alonso Pimentel y Enríquez, III conde de Benavente, hijo de Rodrigo Alonso

- Rodrigo Alonso Pimentel, IV conde de Benavente, hijo de Alonso y nieto del primer Rodrigo Alonso; que pasa a titularse I duque de Benavente desde 1473, cuando Enrique IV de Castilla le elevó de rango

- Juana Pimentel, la triste condesa, viuda de Álvaro de Luna

- Juan de Luna y Pimentel, caballero de las espuelas doradas, su hijo

- Juan de Zúñiga y Pimentel, último Gran Maestre de Alcántara
- Enrique de Aragón y Pimentel, el infante Fortuna, lugarteniente de Cataluña
- Pedro Maldonado Pimentel, líder comunero salmantino, primo de Francisco Maldonado
- Íñigo López de Mendoza y Pimentel, IV duque del Infantado
- Leonor Álvarez de Toledo y Pimentel Osorio, duquesa consorte de Florencia
- Fernando Álvarez de Toledo y Pimentel, el Gran Duque de Alba
- Pedro Fajardo y Pimentel, marqués de los Vélez
- Juan Alonso Pimentel de Herrera, virrey de Valencia y Nápoles
- Diego Carrillo de Mendoza y Pimentel, virrey de Aragón y de Nueva España
- Antonio Pimentel, virrey de Valencia y Sicilia
- Enrique Enríquez Pimentel, virrey de Navarra y Aragón, capitán general y otros cargos
- Gaspar de Guzmán y Pimentel, conde-duque de Olivares, valido del rey Felipe IV de España
- Juan Francisco Pimentel, conde de Benavente, retratado por Velázquez
- Domingo Pimentel Zúñiga, cardenal y diplomático
- Manuel Joaquín Álvarez de Toledo-Portugal y Pimentel, valido del rey Carlos II de España
- Manuel Alonso Pérez de Guzmán y Pimentel, XII duque de Medina Sidonia
- María Josefa Pimentel, duquesa de Osuna, retratada por Goya

## Edificios vinculados con la familia
- Palacio de Pimentel, en Valladolid, España
- Castillo de los Condes de Benavente, España
- Castillo de Portillo Valladolid, España
- Torre de Pimentel o Torre Molinos (origen de la población de Torremolinos)
- Casa de Pimentel, en Sé (Braga), Portugal
- Castillo de Puebla de Sanabria, Zamora, España
- Casa de las Conchas, Salamanca, España